# Dubourdieu
Dubourdieu (datas desconhecidas) foi um ciclista francês que participava em competições de ciclista de pista. Competiu na prova de velocidade do ciclismo nos Jogos Olímpicos de Verão de 1900, representando França.